# Prepona demophoon
Prepona demophoon is een vlinder uit de familie van de Nymphalidae. De wetenschappelijke naam van de soort is voor het eerst geldig gepubliceerd in 1814 door Jacob Hübner.